# Scarabaeus deludens
Scarabaeus deludens is een keversoort uit de familie bladsprietkevers (Scarabaeidae). De wetenschappelijke naam van de soort werd voor het eerst geldig gepubliceerd in 1961 door Zur Strassen.